# LG Optimus F7
De LG Optimus F7 (LG Optimus LTE 3 in Zuid-Korea) is een smartphone van het Zuid-Koreaanse bedrijf LG. Het toestel is het high-endtoestel van de F-serie, een lijn van smartphones die mensen in contact wil laten komen met het 4G-netwerk voor een betaalbare prijs. Het toestel is geïntroduceerd tijdens het MWC 2012 in Barcelona, samen met de Optimus F5, G Pro en de tweede generatie van de L-serie. Het toestel komt uit in het zwart en in het wit.

## Software
De LG Optimus F7 draait standaard op Android 4.1.2. Boven op het besturingssysteem heeft LG zijn eigen interface gelegd, vergelijkbaar met Sony's Timescape UI en Samsungs TouchWiz. De interface legt veel nadruk op de kleur wit. Ook heeft LG het vergrendelingsscherm aangepast. Door naar een bepaalde applicatie toe te slepen, gaat men onmiddellijk naar die applicatie toe.

## Hardware
De smartphone heeft een IPS-LCD-scherm van 4,7 inch groot met een resolutie van 1280 x 720 pixels, wat uitkomt op 312 pixels per inch. Onder het scherm bevinden zich 3 knoppen, een capacitieve terugknop, de fysieke thuisknop en een capacitieve menuknop. In het toestel zelf bevindt zich een batterij van 2540 mAh en een dualcore-processor van 1,5 GHz. Op de F7 zitten een camera van 8 megapixel met een led-flitser aan de achterkant en een camera van 1,3 MP aan de voorkant om mee te kunnen videobellen.